# Есентемир
Есентемир (каз. есентемір) — алшынский род, являющийся одним из двенадцати подразделений ветви байулы. Байулы(дословно — «богатые потомством») — племенной союз, включавший в себя 12 «ру» (родов): шеркеш, адай, алтын, алаша, байбакты, бериш, жаппас, кызылкурт, есентемир, маскар, таз, тана, ысык.

## История
Название рода произошло от имени человека которого звали Темир (тюрк. «железо»). По легенде после того как он вернулся с дальней дороги живым его прозвали Есентемир. Слово Есен персидского происхождения означает живой, здоровый.
Байулы наряду с алимулы представляют собой одно из двух крупных родоплеменных групп в составе алшынов. Рядом авторов аргументирована точка зрения о тождестве алшынов и алчи-татар, живших в Монголии до XIII в. Согласно шежире, приводимому Ж. М. Сабитовым, все алшынские роды в составе байулы и алимулы происходят от Алау из племени алшын, жившего в XIV в. во времена Золотоордынского хана Джанибека.
Судя по гаплогруппе C2-M48, выявленной в том числе и у есентемир, прямой предок алшынов по мужской линии происходит родом с Восточной Азии (близка калмыкам и найманам рода сарыжомарт), но не является близким нирун-монголам (субклад С2-starcluster). Генетически племенам алимулы и байулы из народов Центральной Азии наиболее близки баяты, проживающие в аймаке Увс на северо-западе Монголии.

## География расселения
Представители рода Есентемир проживают на территории Мангистауской, Карагандинской, Атырауской и Западно-Казахстанской области.

## Численность
До революции 1917 года численность населения рода составлял 20 тысяч человек.

## Подразделения
Род делится на два подрода — Кон и Тагашы. Есть ещё один маленький подрод Косклак.

## Известные представители
- Бокен би — бий.
- Кок коз ата.
- Мынбай батыр — легендарный батыр прославившийся в войне против Калмыков происходил из рода Есентемир — Тагашы — Ажимбет.
- Коктаубай батыр — легендарный лучник. По легенде, свой лук, который никто не мог натянуть подарил Исатаю из рода Бериш.
- Муса Баймуханович Баймуханов — участник Великой Отечественной войны.
- Саламат Мукашевич Мукашев —19-й Председатель Президиума Верховного Совета Казахской ССР.
- Есбай Балустаулы — кюйши, композитор.
- Мухтар Бактыгереев — советский и казахстанский актёр.
- Узаккали Биалаевич Елубаев — казахстанский политический и общественный деятель.
- Нурпеис Махашевич Махашев — казахстанский политический деятель.
- Болат Бисенович Темиров — советский и казахстанский боксёр легчайших весовых категорий.
- Надир Шамуратович Курумбаев - заместитель председателя Комитета государственных услуг Министерства цифрового развития, инноваций и аэрокосмической промышленности.